# О’Брайант, Джонни
Джонни Ли О’Брайант III (англ. Johnny Lee O'Bryant III; род. 1 июня 1993, Кливленд, штат Миссисипи, США) — американский профессиональный баскетболист, играющий на позиции тяжёлого форварда.

## Карьера
На студенческом уровне О’Брайант 3 года выступал в составе команды университета штата Луизиана, набирая в среднем 12,7 очков, 7,7 подборов и 1,3 передачи за свою карьеру. Джонни стал одним из 14 игроков в истории команды, который набрал не менее 1000 карьерных очков (1157) и 700 карьерных подборов (702).
В 2014 году О’Брайант пошёл на драфт НБА, решив не дожидаться ещё одного года в колледже. Его выбрали «Милуоки Бакс» под 36-м номером. Однако, несмотря на 4 сезона в НБА, закрепиться в лиге у Джонни не получилось. Когда закончился 2-летний контракт с «Бакс», О’Брайант оказался в команде «Нортерн Аризона Санз», играя в которой заработал себе право на 10-дневный контракт с «Денвер Наггетс» и сыграл в «Матче всех звёзд» D-Лиги.
В сезоне 2017/2018 О’Брайант отыграл 36 матчей в составе «Хорнетс», проводя на площадке 10,5 минуты и набирая 4,8 очка, 2,6 подбора и 0,4 передачи в среднем за игру.
Летом 2018 года О’Брайант принял решение о переезде в Европу и подписал контракт с «Маккаби» (Тель-Авив). В составе израильского клуба он отыграл 30 матчей в Евролиге и набирал по 10,6 очка, 5,9 подбора и 1,3 передачи. В 15 туре Джонни был признан «Самым ценным игроком». В матче с «Олимпией Милан» (94:92) О’Брайант набрал 32 очка, 5 подборов, 3 передачи, 3 перехвата и 44 балла за эффективность действий.
В августе 2019 года О’Брайант перешёл в «Локомотив-Кубань». В Единой лиге ВТБ Джонни набирал 16,4 очков, 5,7 подбора и 2,6 передачи. В Еврокубке его статистика составила 13,8 очка, 5,1 подбора и 1,4 передачи.
В июле 2020 года О’Брайант подписал новый контракт с «Локомотивом-Кубань», но в сентябре покинул команду по семейным обстоятельствам.
В октябре 2020 года О’Брайант стал игроком «Црвены звезды». В 16 матчах Евролиги Джонни набирал 11,3 очка, 5,2 подбора и 1,4 передачи.
В конце января «Црвена Звезда» отстранила О’Брайанта от работы с командой на 10 дней. Причиной отстранения стал конфликт Джонни с главным тренером Деяном Радоничем во время матча Евролиги против «Анадолу Эфес».
14 февраля 2021 года О’Брайант стал победителем Кубка Радивоя Короча. В финальном матче против «Меги» (73:60) Джонни набрал 14 очков, 7 подборов и 1 передачу.
21 февраля 2021 «Црвена звезда» отчислила О’Брайанта.
21 февраля 2021 года О’Брайант подписал контракт до конца сезона с «Тюрк Телеком» из чемпионата Турции по баскетболу.
29 сентября 2021 года «Милуоки Бакс» подписали О’Брайанта для участия в тренировочном лагере. Однако он не попал в окончательный состав и был отчислен 11 октября.
14 ноября 2021 года О’Брайант подписал контракт с командой «Вонджу ДБ Промы» из Корейской баскетбольной лиги. В среднем он набирал 10,4 очка и 7,1 подбора за игру.

## Личная жизнь
В детстве О’Брайант увлёкся аниме, смотрел «Жемчуг дракона Z», «YuYu Hakusho» и «Mobile Fighter G Gundam». Когда Джонни начал профессиональную карьеру и получил стабильный доход, то он захотел рассказывать собственные истории и помогать это делать другим. В апреле 2017 года Джонни совместно с группой художников и писателей организовал проект Monthly Hype, который будет заниматься публикацией цифровых комиксов.

## Достижения
- Чемпион Израиля: 2018/2019
- Обладатель Кубка Радивоя Корача: 2020/2021

## Галерея

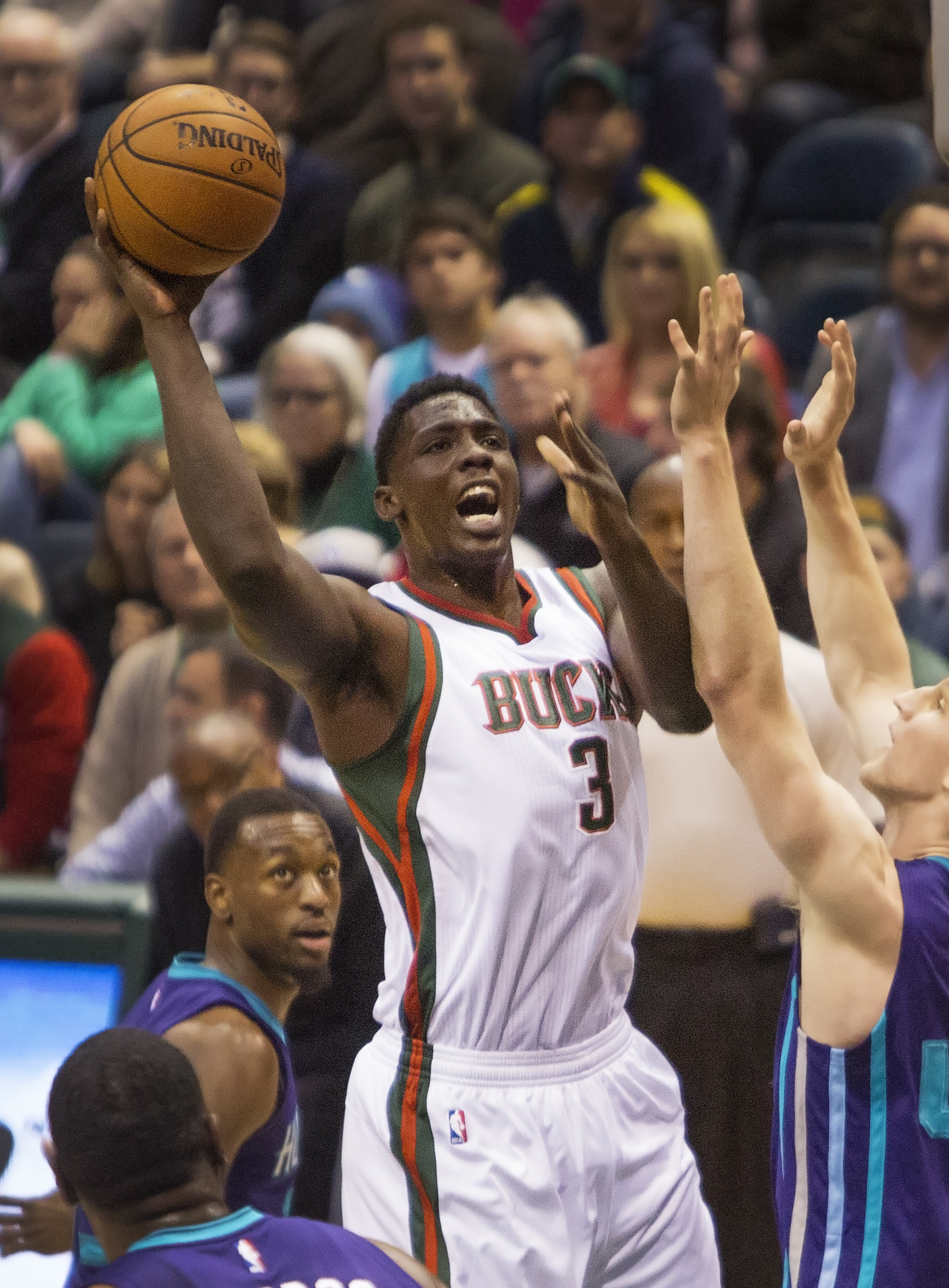
В составе «Милуоки Бакс» (2014)
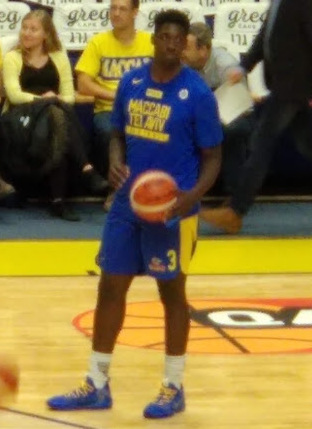
В составе «Маккаби» (2019)
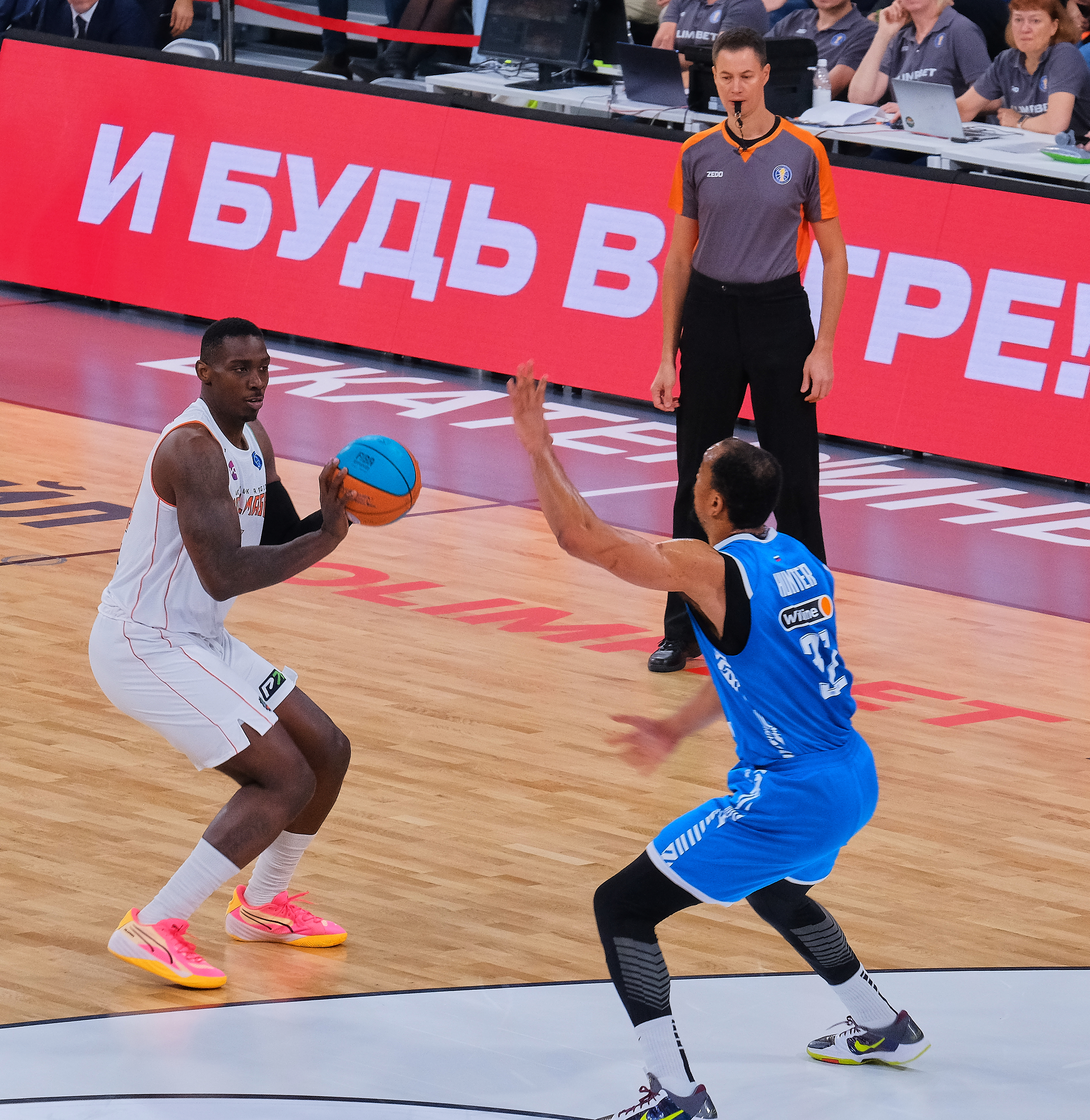
В составе «Уралмаша» (2024)